# Otto Dietrich
Otto Dietrich (ur. 31 sierpnia 1897 w Essen, zm. 22 listopada 1952 w Düsseldorfie) – niemiecki politolog i propagandysta, SS-Obergruppenführer, Reichsleiter, szef prasowy III Rzeszy (1938–1945), sekretarz stanu w Ministerstwie Propagandy i Oświecenia Publicznego, skazany w procesach norymberskich na siedem lat więzienia. Uczestnik I wojny światowej.

## Biografia
Urodził się w 1897 roku w Essen. Podczas I wojny światowej otrzymał Krzyż Żelazny pierwszej klasy. Po wojnie studiował na uczelniach w Monachium, Frankfurcie oraz Fryburgu Bryzgowijskim. W 1921 roku ukończył studia z tytułem doktoranta politologii.
Od początku był silnym zwolennikiem ideologii nazistowskiej. Od 1919 roku członek NSDAP. 1 sierpnia 1931 roku mianowany na stanowisko szefa prasowego partii. Rok później wstąpił w szeregi SS. Do 1941 roku uzyskał stopień Obergruppenführera SS.
W procesach norymberskich oskarżony o zbrodnie przeciwko ludzkości i uczestnictwo w działaniach organizacji przestępczej, za jaką sąd uznał Schutzstaffel. Skazany na siedem lat więzienia, został osadzony w więzieniu w Landsbergu. Wyszedł na wolność w 1950 roku.
Otto Dietrich zmarł w 1952 roku Düsseldorfie w wieku 55 lat.